# Ranma Saotome
Ranma Saotome (早乙女 乱馬, Saotome Ranma) é um personagem ficcional criada por Rumiko Takahashi e pertence a série de mangá e anime Ranma ½.

## Descrição
Ranma Saotome é o personagem principal no anime de Ranma ½. Filho único de Genma e Nodoka Saotome, quando era muito jovem, foi levado por seu pai em jornadas de treinamento para ser aperfeiçoado nas artes marciais. Em uma de suas últimas jornadas, Genma decide levar Ranma para Jusenkyo, um lugar com fontes amaldiçoadas na China (disso Genma não sabia). No início do treinamento, Ranma foi jogado na "Fonte da Garota Afogada" (Nyannichuan), e devido à maldição dela, quando banhado com água fria, Ranma se transforma em uma versão feminina de si mesmo (apenas fisicamente, pois a alma continua sendo de homem), podendo ser reversível com água quente (temporariamente até novamente lhe jogarem água fria).
Ranma tem 16 anos e mora com a família Tendo e seu pai na Academia Tendo no Japão. Nos tempos de treinamento, Genma e Soun fizeram uma promessa de unir em matrimônio seus filhos para levar em frente a Academia de Artes Marciais estilo Musabetsu Kakutō Ryū (無差別格闘流) (Vale-Tudo na versão brasileira) Então, devido a isso, Ranma e Akane ficaram noivos (Kasumi e Nabiki não aceitaram casar com Ranma e então Akane foi escolhida por eliminação). Raramente Ranma e Akane se dão bem, mas por outro lado, tentam esconder os fortes sentimentos que mantêm um pelo outro. Além de Akane, Ranma acabou ficando noivo de Shampoo e Ukyo Kuonji (mesmo contra a sua vontade). Mesmo não estando noiva, Kodachi Kuno também mantém esperanças de casar-se com Ranma um dia, apesar de ela não ter sido prometida a ele.
Devido ao seu árduo treinamento, Ranma se tornou um excelente artista marcial e tem a incrível habilidade de aprender técnicas de vários estilos muito rapidamente; e apesar de quando ele se torna mulher sua força diminuir, sua agilidade e velocidade duplicam. Além disso, Ranma é muito competitivo e e devido a isso, possui inúmeros rivais e raramente perde para eles (quando perde, sempre busca uma revanche). Seu maior objetivo é encontrar um meio de reverter a sua maldição. E pra isso, está disposto a fazer qualquer coisa.

## Técnicas
Ao longo da história, Ranma aprende diversos tipos de técnicas de luta. Veja as principais:

### Castanhas Assadas na Fogueira
Ou Kachu Tenshin Amaguriken, foi uma das primeiras técnicas avançadas que Ranma aprendeu com Cologne. Essa técnica recebeu esse nome devido à maneira em que é aprendida. Ranma teria de retirar castanhas de uma fogueira rápido o bastante para não queimar as mãos. O resultado desse treinamento deu a Ranma o poder de dar socos com muita velocidade.

### Rajada Celestial do Dragão
Ou Hiryu Shoten Ha, foi outra técnica que Cologne ensinou para Ranma quando ele ficou fraco devido à técnica Moxibustão de Happosai. Para ser executada, o seu oponente deve ter uma aura "quente" de combate, enquanto Ranma deve manter a sua "fria". Ranma então deve induzir o oponente a atacar enquanto o leva para o centro de uma espiral imaginária desenhada no chão e logo em seguida lhe dá um soco. O resultado da colisão do ar quente e frio na espiral, cria um tornado.

### Orgulho do Tigre Feroz
O Moko Takabisha ou O Orgulho do Tigre Feroz é uma técnica que Ranma inventou para contra-atacar o Shi Shi Hokodan de Ryoga. Do mesmo modo de que a técnica de Ryoga é fortalecida pela sua depressão, a técnica de Ranma é energizada pela sua auto-estima.

### Punho do Gato (Gato-Fu)
Neko Ken ou Punho do Gato, é o resultado do intenso treino que Genma deu a Ranma quando mais jovem. O treinamento consistia em enrolar o aprendiz em kamaboko ou tikuwa (tipos de salsicha de peixe) e então jogá-lo em um porão com inúmeros gatos famintos. O único problema desse treinamento é que ele foi banido por ser completamente inútil. Por conseqüência, Ranma adquiriu fobia por gatos e quando está extremamente assustado, ele perde a consciência começa a agir como um gato. Ranma fica muito poderoso quando está nesse estado e arranha todo tipo de objeto com as unhas. A única forma de voltar ao seu estado normal, é ficar no colo de alguém que gosta muito e nesse caso esse alguém é Akane.

### Onda de Impacto Descendente do Dragão
Quando Herb se mostrou muito poderoso para a "Rajada Celestial do Dragão", Ranma revisa e melhora a sua técnica deixando com que o seu tornado o leve para cima e então ele desfere uma forte rajada de energia para baixo, no centro do tornado. Essa técnica melhorada é chamada Hiryu Korin Dan ou A Onda de Impacto Descendente do Dragão. 

### Técnica dos Mil-Mares
Genma deciciu ensinar a Ranma a técnica Umi-senken ou Técnica dos Mil-Mares que ele criou. Ela envolve furtividade e foi desenvolvida para ajudar ladrões a roubar coisas das casas de pessoas sem serem detectados. Também é bastante usada por  Happosai para roubar lingeries.

## Dublagem

### Ranma homem
Kappei Yamaguchi - Versão japonesa (original)

Sarah Strange atuou nos OVA's, filmes e os primeiros 64 episódios. Então foi substituída por Richard Cox - Versão inglesa

Márcio Araújo - Versão brasileira

### Ranma mulher
Megumi Hayashibara - Versão japonesa

Venus Terzo substituiu Brigitta Dau após os primeiros seis episódios - Versão inglesa

Fátima Noya - Versão brasileira